# 잭 오스본
잭 오스본(Jack Osbourne, 1985년 11월 8일 ~ )은 영국의 방송인으로, 오지 오스본과 샤론 오스본의 아들이다.